# Ç
Cette page contient des caractères spéciaux ou non latins. S’ils s’affichent mal (▯, ?, etc.), consultez la page d’aide Unicode.
Ç, appelé c cédille en français, est un graphème d'origine castillane (et pourtant disparu de l'espagnol contemporain) utilisé dans les alphabets albanais, azéri, paez, kurde, tatar, turc et turkmène en tant que lettre et dans les alphabets catalan, français, frioulan, mannois, monégasque, occitan, et portugais comme variante diacritée de la lettre « C ». Il s'agit de la lettre C diacritée d'une cédille.

## Utilisation

### Lettre diacritée
Le ‹ ç › permet d'indiquer le son /s/, là où un simple ‹ c › aurait représenté le son /k/ (principalement avant ‹ a ›, ‹ o ›, ‹ u › ou à la fin d'un mot) dans les langues suivantes :
- Catalan (ce trencada, c'est-à-dire « c brisé ») : parmi les exemples, torçat « tordu », açò « ceci », França « France », braç « bras », falç « faucille », voraç « vorace ». Barça, le diminutif du club de football FC Barcelone.

- Français : ‹ ç › peut se trouver avant ‹ a › (« grinça », « ça »), ‹ o › (« leçon ») et ‹ u › (« reçu »). Il existe en début de mot (« ça »), mais jamais en fin. Elle modifie la prononciation de la lettre ‹ c › devant les voyelles a, o ou u normalement prononcé [k] au lieu de [s] comme devant e ou i. Elle est utilisée dans certaines inflexions de verbes par exemple « commençons » du verbe commencer.

- Occitan (ce cedilha) : torçut « tordu », çò « ceci », ça que la « néanmoins », braç « bras », brèç « berceau », voraç « vorace ».

- Portugais (cê cedilhado ou cê cedilha) : taça « tasse », braço « bras », açúcar « sucre ». Le portugais moderne n'utilise jamais ce graphème en début ou en fin de mot.

- En frioulan standard, il représente le son /tʃ/ avant ‹ a ›, ‹ o ›, ‹ u › ou à la fin d'un mot.
- Anglais : quelques mots peuvent être écrits en anglais avec un ‹ ç ›, presque tous étant des emprunts du français, comme soupçon, garçon ou façade.

- En mannois, il est utilisé dans le digramme çh, prononcé /t͡ʃ/, pour le distinguer du ch standard, prononcé /x/.

- En vieil espagnol, le caractère était utilisé pour représenter le son /ts/ et dérivait de la forme de la lettre ‹ z ›, ‹ ꝣ ›, dans l'écriture dite wisigothe ; il a été abandonné lors d'une réforme orthographique au XVIIIe siècle. Il était également utilisé en basque avant le XXe siècle.

### Lettre à part entière
Dans les alphabets où ‹ ç › est considéré comme une lettre à part entière, elle représente le son /tʃ/ :
- albanais: 4e lettre ;
- azéri : 4e lettre ;
- kurde : 4e lettre ;
- tatar : 5e lettre ;
- turc : 4e lettre ;
- turkmène : 3e lettre.

### Signe phonétique
L'alphabet phonétique international utilise la graphie minuscule /ç/ pour représenter la consonne fricative palatale sourde.

## Représentations informatiques
Pour rentrer un « Ç » avec un clavier AZERTY, il faut maintenir la touche Alt, appuyer sur 0, 1, 9, 9, puis relâcher Alt.
Le C cédille peut être représenté avec les caractères Unicode suivants :
- précomposé (supplément Latin-1)[1] :

| forme     | représentation | chaîne de caractères | point de code | description                       |
| --------- | -------------- | -------------------- | ------------- | --------------------------------- |
| capitale  | Ç              | Ç                    | U+00C7        | lettre majuscule latine c cédille |
| minuscule | ç              | ç                    | U+00E7        | lettre minuscule latine c cédille |

- décomposé (latin de base, diacritiques) :

| forme     | représentation | chaîne de caractères | point de code | description                                   |
| --------- | -------------- | -------------------- | ------------- | --------------------------------------------- |
| capitale  | Ç              | C◌̧                   | U+0043 U+0327 | lettre majuscule latine c diacritique cédille |
| minuscule | ç              | c◌̧                   | U+0063 U+0327 | lettre minuscule latine c diacritique cédille |

Il peut aussi être représenté dans des anciens codages :
- ISO/CEI 8859-1, 2, 3, 9, 14, 15 et 16 :
  - capitale Ç : C7
  - minuscule ç : E7

Il peut aussi être représenté avec des entités HTML :
- capitale Ç : &Ccedil; &#199; &#xC7;
- minuscule ç : &ccedil; &#231; &#xE7;

## Saisie au clavier
Les dispositions de clavier standard PC belge, français et suisse ne possèdent pas de touche spécifique ni de séquence de touche pour saisir la majuscule ‹ Ç › bien qu’elles possèdent une touche pour la minuscule ‹ ç ›.
Les combinaisons de touche Alt peuvent aussi être utilisées :
- Lorsque la page de code Windows-1252 est utilisée (le défaut en français), maintenir la touche Alt + 0199 pour ‹ Ç › et Alt + 0231 pour ‹ ç ›.
- Lorsque la page de code 850 est utilisée, saisir la séquence Alt + 128 pour ‹ Ç › et Alt + 135 pour ‹ ç ›.
- Les dispositions de clavier standard Apple belge et français possèdent une touche spécifique ‹ ç › à la neuvième case de la ligne numérique supérieure. Le  ‹ Ç › s’obtient en combinant les touches option + ç.